# Cass Lake (Minnesota)
Pour les articles homonymes, voir Cass Lake.
Cass Lake est une ville américaine située dans le Comté de Cass, dans le Minnesota. Selon le recensement de 2010, sa population est de 770 habitants.